# Shinee World IV
Shinee World IV (promovida como SHINee CONCERT "SHINee WORLD IV") é a quarta turnê — sétima no total — da boy group sul-coreana Shinee. A turnê começou em Seul, em 15 de maio de 2015.

## Antecedentes

### Seul
O grupo anunciou que sua turnê, "Shinee World IV", inicialmente começaria em 16 e 17 de maio no Olympic Gymnastics Arena em Seul. A SM Entertainment disse: 
| “ | "Nós preparamos apresentações para coincidir com o grupo contemporâneo. Você pode esperar performances de alto nível." | ” |

Em 10 de abril de 2015, a SM Entertainment disse que outro dia, 15 de maio, havia sido adicionado ao concerto por causa da força do apoio dos fãs. "Shinee World IV" passou a ser de 15-17 de maio no Olympic Gymnastics Arena. A venda de ingressos antecipadas da turnê foram colocados à venda em 2 de abril, e assim um terceiro dia foi adicionado para os fãs que não conseguiram comprar um ingresso.

## Set list
- Opening VCR -
- Replay_Rearranged Prelude
- Sherlock (Clue+Note)_Rearranged
- SHINe (Medusa I)
- Stranger_Rearranged
- PicassoKorean Ver.

- Ment -
- Love Like Oxygen
- Your Name
- Your NumberKorean Ver.
- Love Should Go On_Plugged By DJ Oneshot
- Love Still Goes On

- VCR #2 -
- Close the Door

- Onew Tap Dance Performance -
- Alarm Clock
- Excuse Me Miss
- One Minute Back

- VCR #3 -
- Colorful
- Jo Jo
- Love Sick

- Ment -
- One
- Better Off
- An Ode To You

- VCR #4 -
- Wowowow
- Woof Woof
- Dream Girl
- Runaway
- Ready Or Not
- Beautiful
- 3 2 1Korean Ver.

- VCR #5 -
- Nightmare_Rearranged
- Dynamite_Rearranged
- Everybody

- Ment -

- VCR #6 -
- View

- Encore VCR -
- Replay
- Lucky StarKorean Ver.

- Ment -
- An Encore

## Datas
| Data               | Cidade | País          | Local                    |
| ------------------ | ------ | ------------- | ------------------------ |
| 15 de maio de 2015 | Seul   | Coreia do Sul | Olympic Gymnastics Arena |
| 16 de maio de 2015 | Seul   | Coreia do Sul | Olympic Gymnastics Arena |
| 17 de maio de 2015 | Seul   | Coreia do Sul | Olympic Gymnastics Arena |